# Drosera sect. Arachnopus
Drosera sect. Arachnopus es una sección con dos especies tuberosas perennifolias del género Drosera. 

## Especies
- Drosera hartmeyerorum
- Drosera indica

- Datos: Q18419694
- Especies: Drosera sect. Arachnopus